# Tenuiphantes cristatus
Tenuiphantes cristatus (Menge, 1866) è un ragno appartenente alla famiglia Linyphiidae.

## Distribuzione
La specie è stata rinvenuta in diverse località della regione paleartica

## Tassonomia
Non sono stati esaminati esemplari di questa specie dal 2011
Attualmente, a dicembre 2013, non sono note sottospecie